# Hermann von Suckow (General)
Ludwig Ulrich Hermann Dominikus von Suckow (* 29. März 1792 in Warin; † 3. April 1872 in Erfurt) war ein preußischer Generalmajor.

## Leben

### Herkunft
Hermann war ein Sohn des Oberamtmanns und Drost zu Warin, August von Suckow (1746–1827) und dessen Ehefrau Dorothea, geborene Oldenburg (1763–1827).

### Militärkarriere
Suckow trat am 1. Mai 1805 als Gefreitenkorporal in das Infanterieregiment „Alt-Larisch“ der Preußischen Armee ein und avancierte im Oktober desselben Jahres zum Portepeefähnrich. Im Vierten Koalitionskrieg geriet er in der Schlacht bei Jena in Gefangenschaft, aus der Suckow erst Anfang Mai 1808 zurückkehrte. Am 3. April 1809 wurde er im Colbergschen Infanterie-Regiment angestellt, schied aber Mitte November 1811 aus dem aktiven Dienst aus.
Er trat daraufhin Mitte Mai 1812 als Sekondeleutnant in hessen-darmstädtische Dienste und nahm an der Seite Frankreichs während des Russlandfeldzuges an den Schlachten bei Borodino und Krasnoi teil. Am 10. Dezember 1812 geriet er in russische Gefangenschaft, wo er bis zum 30. März 1813 bleib. Suckow schloss sich der russisch-deutschen Legion an und wurde Ende Juli 1813 Premierleutnant im 2. Infanterie-Regiment. Während der Befreiungskriege kämpfte er an der Göhrde, bei Vellahn, Harburg und Ligny. Für Sehestadt erhielt Suckow den Orden der Heiligen Anna III. Klasse mit Schleife sowie für Wavre das Eiserne Kreuz II. Klasse.
Er wechselte am 1. Juli 1814 mit der Legion in preußische Dienste und wurde am 30. Mai 1815 in das 31. Infanterie-Regiment versetzt. Dort stieg Suckow Mitte September 1818 zum Kapitän und Kompaniechef auf. Er avancierte bis März 1843 zum Oberstleutnant, wurde zwei Jahre später zunächst mit der Führung des 32. Infanterie-Regiments beauftragt und am 15. August 1845 zum Regimentskommandeur ernannt. In dieser Stellung wurde er am 31. März 1846 zum Oberst befördert. Unter Verleihung des Charakters als Generalmajor nahm Suckow am 6. November 1848 seinen Abschied mit Pension.
Er war Rechtsritter des Johanniterordens und Inhaber des Roten Adlerordens III. Klasse mit Schleife.

### Familie
Suckow heiratete am 15. Februar 1820 in Harkerode Marianne von Thadden (1794–1826), eine Tochter des Generalleutnants Johann Leopold von Thadden. Nach ihrem frühen Tod heiratete er am 12. September 1830 in Erfurt Jenny Freiin vom Hagen (1803–1839), Tochter des Regierungspräsidenten in Erfurt Ludwig vom Hagen. Aus der ersten Ehe gingen folgende Kinder hervor:
- Emma Eleonore Dorothea Rachel (1821–1848) ⚭ 1845 Eduard von Leipziger (1818–1851), preußischer Leutnant[1]
- Blanka (1822–1887) ⚭ 1844 Friedrich von Rohrscheidt (1815–1880), Geheimer Oberrechnungsrat[2]